# Valmiera
Valmiera (Duits: Wolmar) is een stad in het noordoosten van Letland, gelegen aan de Gauja en aan de spoorlijn van Riga naar Pskov. De stad telt 22.864 inwoners (2021). Het is daarmee de grootste van het landsdeel Vidzeme (Midden Lijfland) en tevens het belangrijkste industriële centrum ervan. Tot 2021 was het een zelfstandig stadsgewest, sindsdien is het een onderdeel van de nieuwe gemeente Valmieras novads.
Valmiera ontwikkelde zich rond een burcht van de Orde van de Zwaardbroeders. Het kreeg in 1323 stadsrechten en was sinds 1365 een Hanzestad. De stad werd in de loop der eeuwen meer dan eens verwoest, voor het laatst in 1944, toen een derde van de stad in vlammen opging. Tot de weinige middeleeuwse overblijfselen behoren de gotische Simonskerk (Sv. Sīmaņa baznīca) en de ruïne van de burcht.
Valmiera is de geboortestad van de Letse componist Jāzeps Vītols (1863-1948).

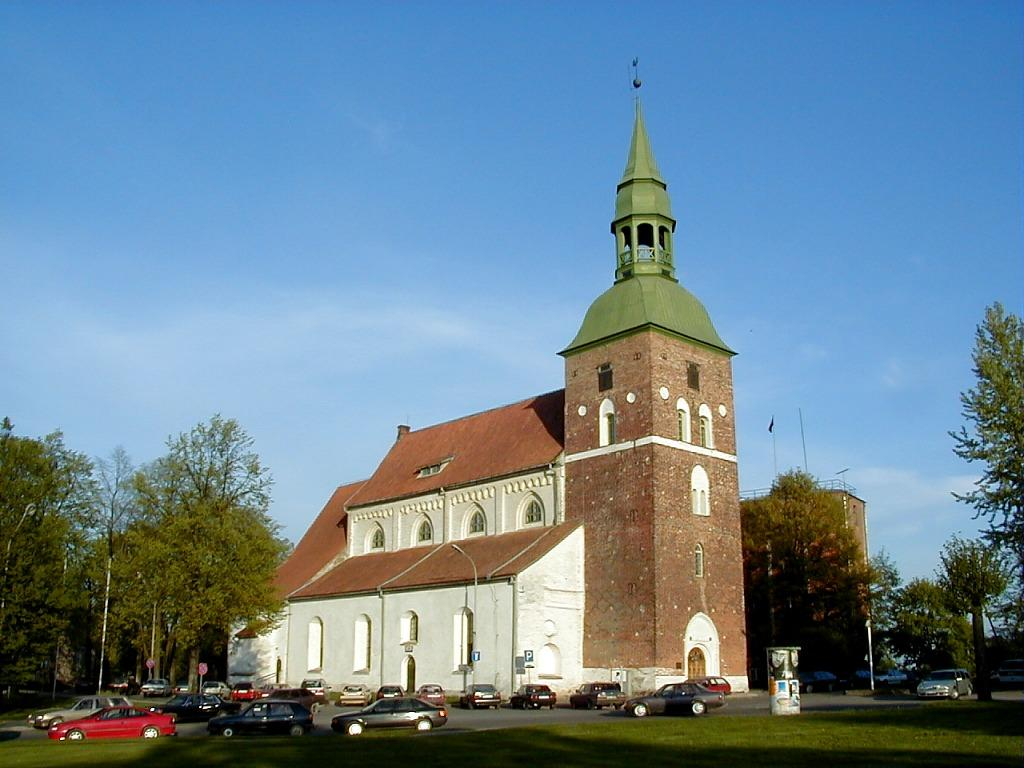
Simonskerk
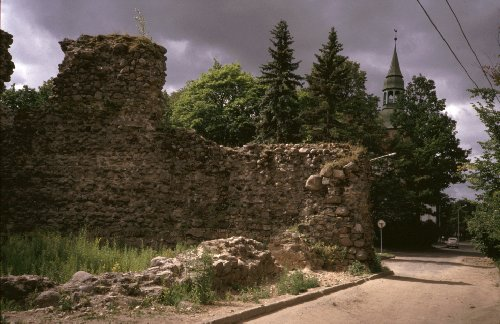
Ruïne burcht Valmiera
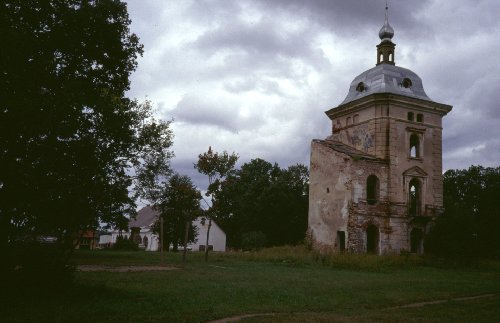
Ruïne nieuw kasteel Valmiera

## Zustergemeenten
- Solna kommun (Zweden, sinds 1991)
- Viljandi (Estland, sinds 1992)
- Marly (Frankrijk, sinds 1992)
- Halle (Westf.) (Duitsland, sinds 1994)
- Høje-Taastrup (Denemarken, sinds 1995)
- Pskov (Rusland, sinds 2001)
- Zduńska Wola (Polen, sinds 2002)

Steden van de Republiek (republikas pilsētas):

Daugavpils · Jēkabpils · Jelgava · Jūrmala · Liepāja · Rēzekne · Riga · Valmiera · Ventspils

Gemeenten (novadi):

Aglona · Aizkraukle · Aizpute · Aknīste · Aloja · Alsunga · Alūksne · Amata · Ape · Auce · Ādaži · Babīte · Baldone · Baltinava · Balvi · Bauska · Beverīna · Brocēni · Burtnieki · Carnikava · Cēsis · Cesvaine · Cibla · Dagda · Daugavpils · Dobele · Dundaga · Durbe · Engure · Ērgļi · Garkalne · Grobiņa · Gulbene · Iecava · Ikšķile · Inčukalns · Ilūkste · Jaunjelgava · Jaunpiebalga · Jaunpils · Jēkabpils · Jelgava · Kandava · Kārsava · Kocēni · Koknese · Krāslava · Krimulda · Krustpils · Kuldīga · Ķegums · Ķekava · Lielvārde · Līgatne · Limbaži · Līvāni · Lubāna · Ludza · Madona · Mālpils · Mārupe · Mazsalaca · Mērsrags · Naukšēnu · Nereta · Nīca · Ogre · Olaine · Ozolnieki · Pārgauja · Pāvilosta · Pļaviņas · Preiļi · Priekule · Priekuļi · Rauna · Rēzekne · Riebiņi · Roja · Ropaži · Rucava · Rugāji · Rundāle · Rūjiena · Salacgrīva · Sala · Salaspils · Saldus · Saulkrasti · Sēja · Sigulda · Skrīveri · Skrunda · Smiltene · Stopiņi · Strenči · Talsi · Tērvete · Tukums · Vaiņode · Valka · Varakļāni · Vārkava · Vecpiebalga · Vecumnieki · Ventspils · Viesīte · Viļaka · Viļāni · Zilupe